# بيدرو كاشين
بيدرو كاتشين ( مواليد 12 أبريل 1995) هو لاعب تنس أرجنتيني محترف. يتمتع كاشين بتصنيف فردي عالي المستوى في اتحاد لاعبي التنس المحترفين (ATP) وهو رقم 48 عالميًا تم تحقيقه في 7 أغسطس 2023. كما أنه يتمتع بتصنيف زوجي عالي المستوى في اتحاد لاعبي التنس المحترفين (ATP) رقم 219 عالميًا تم تحقيقه في 9 مايو 2022. حصل كاشين على تصنيف مهني مرتفع للناشئين وهو رقم 8 تم الوصول إليه في 9 ديسمبر 2013.

## مسيرته المهنية
2015-2019: الظهور الأول في اتحاد لاعبي التنس المحترفين في الزوجي، لقب المتحدي الأول.
ظهر كاشين في السحب الرئيسي لاتحاد لاعبي التنس المحترفين لأول مرة في بطولة الأرجنتين المفتوحة 2015 بالشراكة مع فاكوندو أرغويلو.
دخل بيدرو كاشين أول بطولة له في البطولات الأربع الكبرى في بطولة ويمبلدون 2015، ولكن تم إقصاؤه من قبل جيمي وانغ 4–6، 6–3، 7–5 في الجولة التأهيلية الأولى.
سيعود إلى ويمبلدون مرة أخرى في عام 2019 وسيتم إقصاؤه مرة أخرى في الجولة التأهيلية الأولى على يد تالون جريكسبور.
كانت أول بطولة رولان جاروس له في عام 2019 حيث خسر أمام إليوت بنشيتريت في الجولة التأهيلية الأولى، 3–6، 6–1، 3–6.
دخل بطولة الولايات المتحدة المفتوحة 2019، ولكن تم إقصاؤه من قبل Blaž Kavčič في الجولة التأهيلية الأولى، 1–6، 6–4، 1–6.
2020-2021: لقب التحدي الثاني، الظهور الأول لأفضل 250 لاعبًا.
وفي عام 2020، فاز كاشين بلقب جولة التنس العالمية في بيجويرا بإسبانيا، بفوزه على ماتيو بيرشيكو في النهائي.
في عام 2021، فاز كاشين ببطولة 2021 مفتوح دي أويراس الثاني، بفوزه على نونو بورخيس في النهائي ليحقق لقبه الثاني في التحدي.
وصل إلى أعلى 250 في المركز رقم 239 عالميًا في 29 نوفمبر 2021.
2022: أول ظهور كبير وأول فوز، أربعة منافسين، الدور الثالث في بطولة أمريكا المفتوحة وأفضل 60.
وفي يناير 2022، وصل إلى الدور الثاني من التصفيات المؤهلة لبطولة أستراليا المفتوحة 2022.
في وقت لاحق من مارس 2022، سجل كاشين فوزًا على بطل العالم السابق رقم 3 وبطولة الولايات المتحدة المفتوحة لعام 2020، دومينيك تيم المصنف 50 عالميًا في 2022 الأندلس تشالنجر في ماربيا في طريقه إلى النهائي حيث خسر أمام جاومي مونار.
لقد تأهل إلى بطولة فرنسا المفتوحة 2022 باعتباره خاسرًا محظوظًا ليشارك لأول مرة في القرعة الرئيسية لفردي جراند سلام. فاز بأول مباراة له في إحدى البطولات الأربع الكبرى ضد زميله المؤهل نوربرت جومبوس. ونتيجة لذلك، فقد ظهر لأول مرة ضمن أفضل 150 لاعبًا في التصنيف.
ظهر لأول مرة في قائمة أفضل 100 لاعب بعد فوزه بلقب تشالنجر الخامس في تودي في المركز 98 عالميًا في 11 يوليو 2022. وانتقل إلى المركز 66 في 22 أغسطس 2022 بعد لقب تشالنجر السادس له في جمهورية الدومينيكان.
في بطولة الولايات المتحدة المفتوحة، دخل كاشين القرعة الرئيسية كمدخل مباشر وهزم ألياش بيديني في خمس مجموعات في المجموعة الخامسة مع شوط فاصل من 10 نقاط، ليصبح أول لاعب يفوز في بطولة الولايات المتحدة المفتوحة بموجب قاعدة الشوط الفاصل الجديدة. بعد ذلك هزم حرف البدل براندون هولت مرة أخرى في خمس مجموعات مع شوط فاصل ممتاز بعد أن كان متأخراً بمجموعتين للانتقال إلى الدور الثالث لأول مرة في هذا التخصص وفي مسيرته. ونتيجة لذلك دخل ضمن أفضل 60 في التصنيف العالمي.
في أكتوبر واجه آندي موراي في دور الـ16 من بطولة خيخون المفتوحة 2022 وخسر في الشوط الفاصل بالمجموعة الثالثة.
في ATP 500 2022 Erste Bank Open في فيينا، دخل السحب الرئيسي باعتباره الخاسر المحظوظ.
أنهى العام في المرتبة الستين الأولى في المركز 54 عالميًا في 21 نوفمبر 2022.

## روابط خارجية
- بيدرو كاشين على موقع رابطة محترفي التنس (الإنجليزية)
- بيدرو كاشين على موقع الاتحاد الدولي لكرة المضرب (الإنجليزية)
- بيدرو كاشين على موقع كأس ديفيز (الإنجليزية)
- بيدرو كاشين على موقع خلاصة التنس.كوم (الإنجليزية)